# Béatrice Dömeland
Béatrice Dömeland (* 4. August 1973 in Magdeburg) ist ehemalige deutsche Volleyballspielerin. Heute arbeitet sie im Sportmanagement.

## Karriere
Dömeland begann ihre Karriere im Volleyball in einem Magdeburger Trainingszentrum. Um ihre Chancen zu verbessern, ging sie 1987 zum TSC Berlin. Vier Jahre später wechselte sie innerhalb der Hauptstadt zu CJD Berlin, wo sie gleich in ihrer ersten Saison das nationale Double sowie den Europapokal der Pokalsieger gewann. Außerdem wurde sie 1993 erstmals in die Nationalmannschaft berufen. 1994 gelang die Titelverteidigung in der Bundesliga und im DVV-Pokal, den die Berliner mit Dömeland dreimal in Folge gewannen. Mit der Nationalmannschaft erreichte sie bei der Weltmeisterschaft in Brasilien den fünften Platz. Ein Jahr später nahm sie an ihrer ersten Europameisterschaft teil und 1996 wechselte sie zum Schweriner SC. Nach dem Gewinn der deutschen Meisterschaft 1998 und der Teilnahme an der WM in Japan kam sie zum Dresdner SC. Den Höhepunkt ihrer Karriere bildeten die Olympischen Spiele 2000. Zwei Jahre später absolvierte sie bei der WM im eigenen Land ihre letzten Spiele in der Nationalmannschaft. Im Verein war sie noch zwei Jahre aktiv. Anschließend übernahm sie als Mitglied des Managements des Dresdner SC Aufgaben im Marketing und Sponsoring.